# Fabio Glissenti
Fabio Glissenti, né à Vestone vers 1542 et mort en septembre 1615, est un médecin et écrivain italien.

## Biographie
Né dans le XVIe siècle à Vestone, près de Brescia, il fait ses études à l’Université de Pavie, y obtient ses degrés en philosophie et en médecine, et s’établit ensuite à Venise, où il exerce la profession de médecin avec succès. Il meurt en cette ville vers 1620, suivant Ghilini, qui fait de lui une mention très-honorable (Teatro degli uomini illustri, t. 2, p. 74).

## Œuvres
Fabio Glissenti a laissé plusieurs ouvrages en latin et en italien. Parmi ceux qui sont écrits en latin, on citera ses Commentaires sur les Prædicabilia de Porphyre, sur les Prædicamenta d’Aristote, et enfin sur le traité De sex principiis de Gilbert de la Porrée, évêque de Poitiers. Ses ouvrages italiens sont des Dialogues contre la crainte de la mort et sur l’immortalité de l’âme ; Il diligente, ovvero Il sollecito, favola morale, Venise, 1608, in-16 ; Il mercato, overo La fiera della vita umana, favola morale, ibid., 1620, in-12 ; quelques autres Opuscules de philosophie morale, dont Leone Allacci a donné la liste dans sa Dramaturgie ; et enfin Trattato della pietra filosofale, traduit en latin par le médecin Lorenz Strauss (1603-1687).